# Leichtathletik-Europameisterschaften 1954/Hammerwurf der Männer

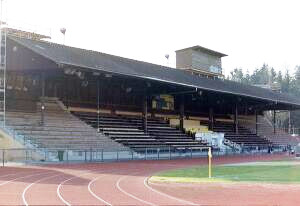
Tribüne des Stadions Neufeld in Bern

Der Hammerwurf der Männer bei den Leichtathletik-Europameisterschaften 1954 wurde am 28. und 29. August 1954 im Stadion Neufeld in Bern ausgetragen.
Europameister wurde der sowjetische Werfer Michail Kriwonossow, der mit 63,34 m einen neuen Weltrekord aufstellte. Den zweiten Platz belegte der norwegische Titelverteidiger Sverre Strandli. Bronze ging an den Olympiasieger von 1952 József Csermák aus Ungarn.

## Rekorde

### Bestehende Rekorde
| Weltrekord           | 62,36 m | Sverre Strandli | Oslo, Norwegen       | 5. September 1953 |
| Europarekord         | 62,36 m | Sverre Strandli | Oslo, Norwegen       | 5. September 1953 |
| Meisterschaftsrekord | 58,77 m | Karl Hein       | EM Paris, Frankreich | 4. September 1938 |

### Rekordverbesserung
Der bestehende EM-Rekord wurde bei diesen Europameisterschaften zweimal verbessert, die letzte Verbesserung stellte zugleich einen neuen Weltrekord dar. Außerdem gab es einen neuen Landesrekord.
- Meisterschaftsrekorde:
  - 59,33 m – József Csermák (Ungarn), Qualifikation am 26. August
  - 63,34 m – Michail Kriwonossow (Sowjetunion), Finale am 28. August
- Weltrekord:
  - 63,34 m – Michail Kriwonossow (Sowjetunion), Finale am 28. August
- Landesrekord:
  - 57,70 m – Tadeusz Rut (Polen), Finale am 28. August

## Qualifikation
28. August 1954, 10:30 Uhr
Die 27 Teilnehmer traten zu einer gemeinsamen Qualifikationsrunde an. Die Qualifikationsweite für den direkten Finaleinzug war mit 51,00 m deutlich zu niedrig angesetzt. Nur fünf Athleten erreichten diese Marke nicht und schieden aus, während 22 Werfer sich für das Finale qualifizierten (hellblau unterlegt).
| Platz | Name                | Nation           | Weite (m) |
| ----- | ------------------- | ---------------- | --------- |
| 1     | József Csermák      | Ungarn           | 59,33 CR  |
| 2     | Sverre Strandli     | Norwegen         | 58,52     |
| 3     | Michail Kriwonossow | Sowjetunion      | 58,41     |
| 4     | Ivan Gubijan        | Jugoslawien      | 56,30     |
| 5     | Mykola Redkin       | Sowjetunion      | 56,11     |
| 6     | Miloš Máca          | Tschechoslowakei | 54,93     |
| 7     | Boris Popov         | Bulgarien        | 54,49     |
| 8     | Tadeusz Rut         | Polen            | 54,47     |
| 9     | Constantin Dumitru  | Rumänien         | 54,29     |
| 10    | Teseo Taddia        | Italien          | 53,93     |
| 11    | Oiva Halmetoja      | Finnland         | 53,63     |
| 12    | Hugo Ziermann       | BR Deutschland   | 53,53     |
| 13    | Krešimir Račić      | Jugoslawien      | 53,32     |
| 14    | Guy Husson          | Frankreich       | 53,13     |
| 15    | Birger Asplund      | Schweden         | 52,21     |
| 16    | Jiří Dadák          | Tschechoslowakei | 52,11     |
| 17    | Poul Cederqvist     | Dänemark         | 51,93     |
| 18    | Imre Németh         | Ungarn           | 51,75     |
| 19    | Ewan Douglas        | Großbritannien   | 51,49     |
| 20    | Pierre Legrain      | Frankreich       | 51,33     |
| 21    | Karl Storch         | BR Deutschland   | 51,12     |
| 22    | Henrik Haest        | Belgien          | 51,06     |
| 23    | Roger Veeser        | Schweiz          | 49,36     |
| 24    | Þorður Sigurðsson   | Island           | 48,98     |
| 25    | Willy Druyts        | Belgien          | 47,47     |
| 26    | Josef Hirsch        | Schweiz          | 46,96     |
| NM    | Nicolae Rascanescu  | Rumänien         | 0ogV      |

## Finale
29. August 1954, 15:30 Uhr
| Platz | Name                | Nation           | Weite (m) |
| ----- | ------------------- | ---------------- | --------- |
| 1     | Michail Kriwonossow | Sowjetunion      | 63,34 WR  |
| 2     | Sverre Strandli     | Norwegen         | 61,07     |
| 3     | József Csermák      | Ungarn           | 59,72     |
| 4     | Tadeusz Rut         | Polen            | 57,70 NR  |
| 5     | Miloš Máca          | Tschechoslowakei | 57,05     |
| 6     | Imre Németh         | Ungarn           | 56,86     |
| 7     | Ivan Gubijan        | Jugoslawien      | 56,75     |
| 8     | Mykola Redkin       | Sowjetunion      | 56,35     |
| 9     | Jiří Dadák          | Tschechoslowakei | 55,66     |
| 10    | Teseo Taddia        | Italien          | 55,12     |
| 11    | Constantin Dumitru  | Rumänien         | 54,59     |
| 12    | Hugo Ziermann       | BR Deutschland   | 54,25     |
| 13    | Boris Popov         | Bulgarien        | 54,18     |
| 14    | Oiva Halmetoja      | Finnland         | 53,66     |
| 15    | Ewan Douglas        | Großbritannien   | 53,47     |
| 16    | Birger Asplund      | Schweden         | 52,72     |
| 17    | Guy Husson          | Frankreich       | 52,43     |
| 18    | Krešimir Račić      | Jugoslawien      | 51,87     |
| 19    | Henrik Haest        | Belgien          | 51,26     |
| 20    | Poul Cederqvist     | Dänemark         | 51,19     |
| 21    | Pierre Legrain      | Frankreich       | 48,97     |
| DNS   | Karl Storch         | BR Deutschland   |           |

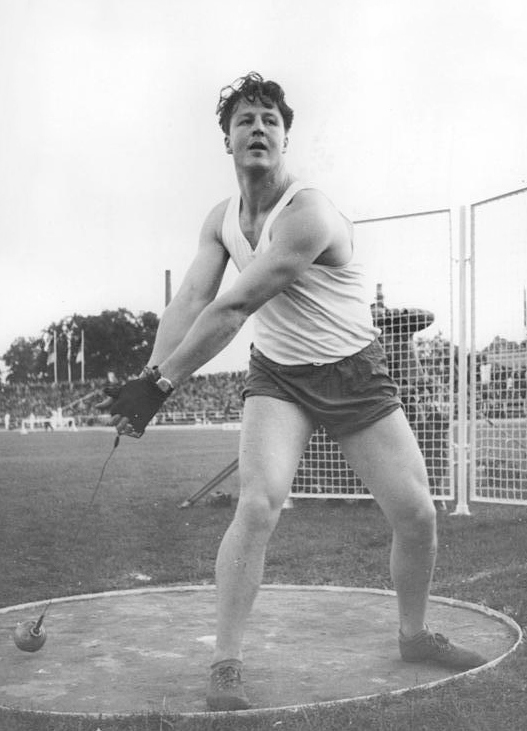
Titelverteidiger Sverre Strandli kam diesmal auf den zweiten Platz

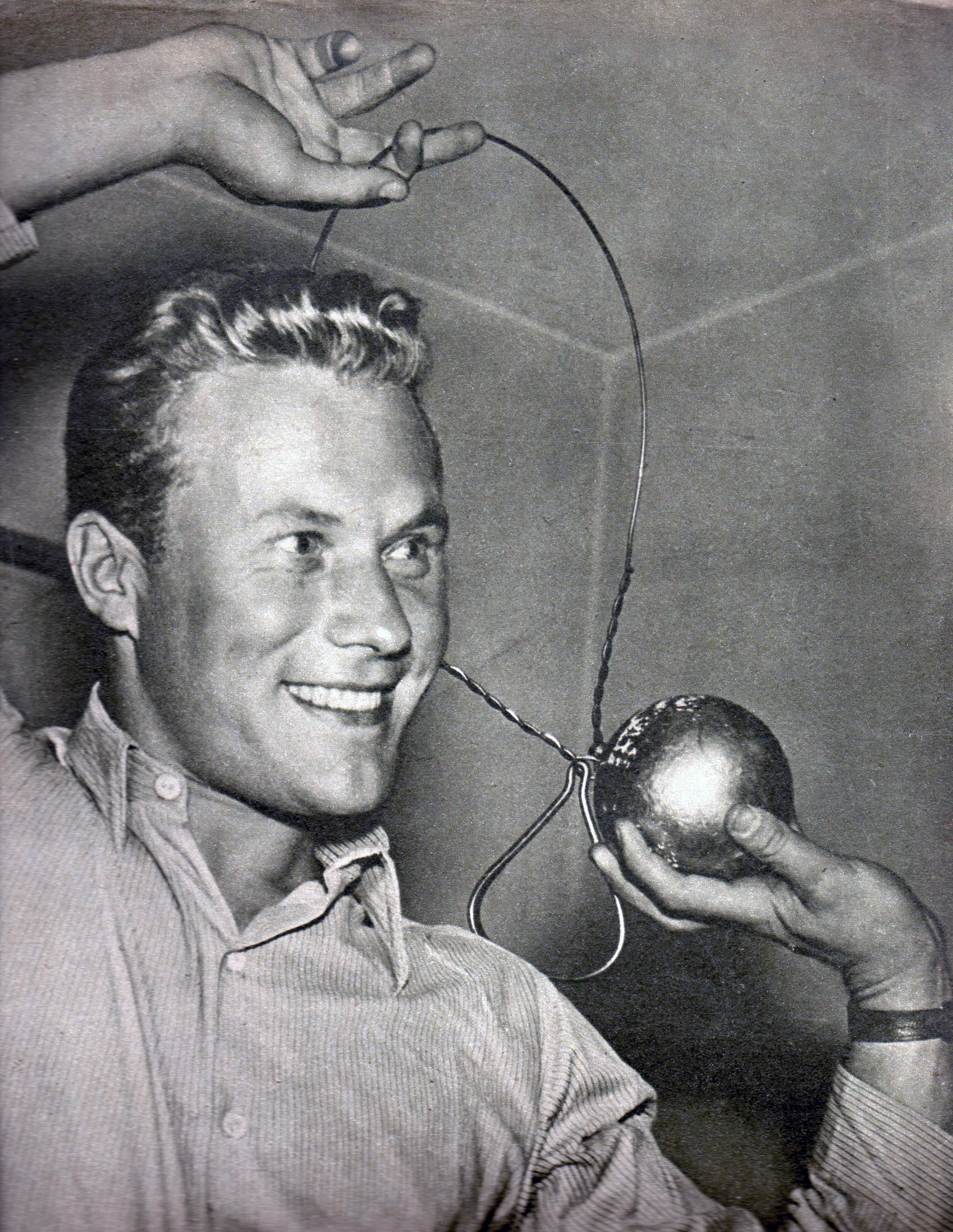
Mit einem vierten Platz startete Tadeusz Rut in seine Karriere als Werfer bei einer internationalen Meisterschaft
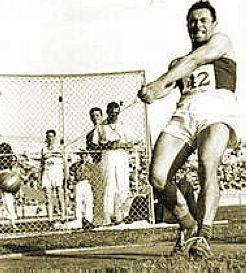
Nach seinem vierten Platz bei den Europameisterschaften 1950 wurde Ivan Gubijan nun Siebter
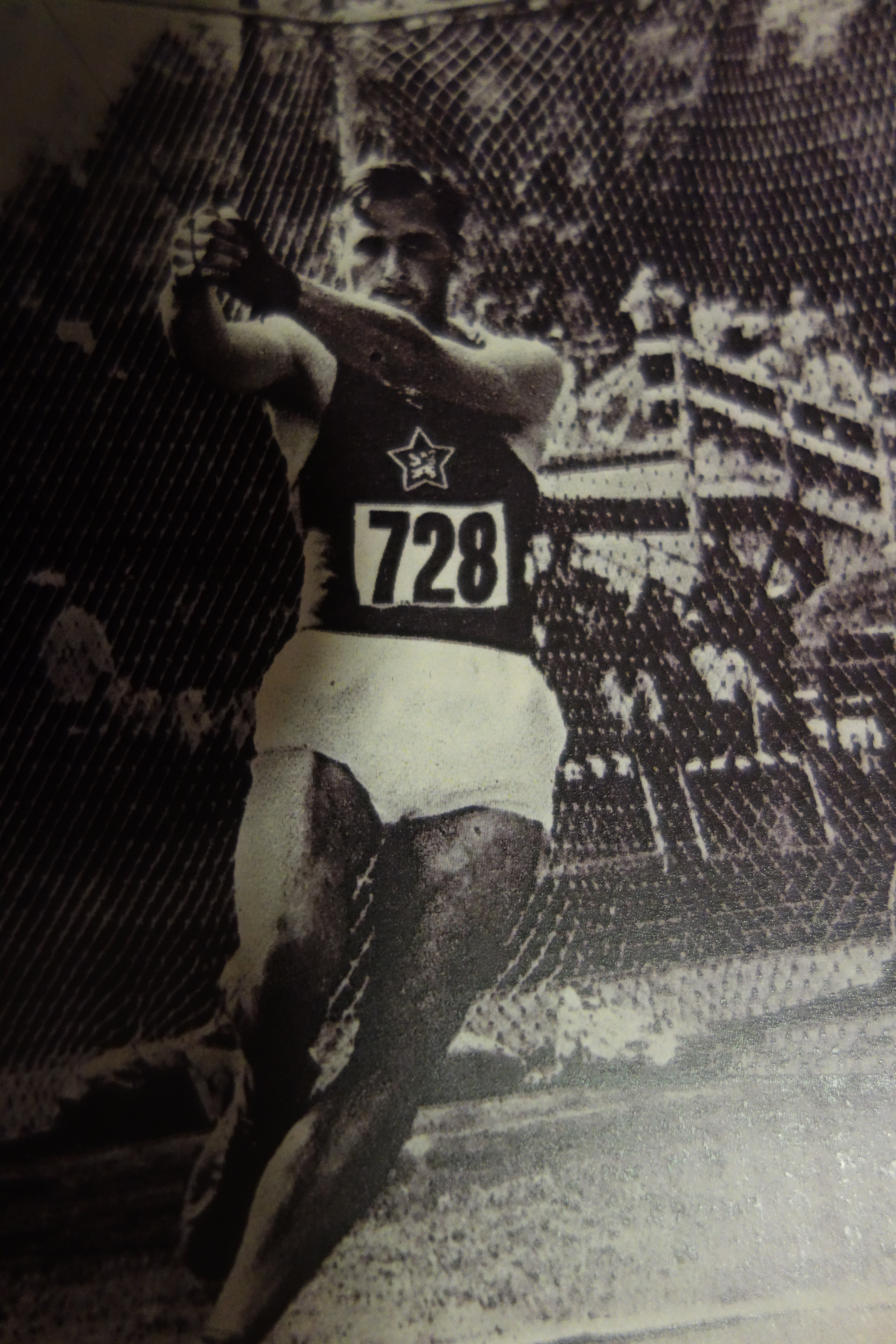
Jiří Dadák belegte Rang neun

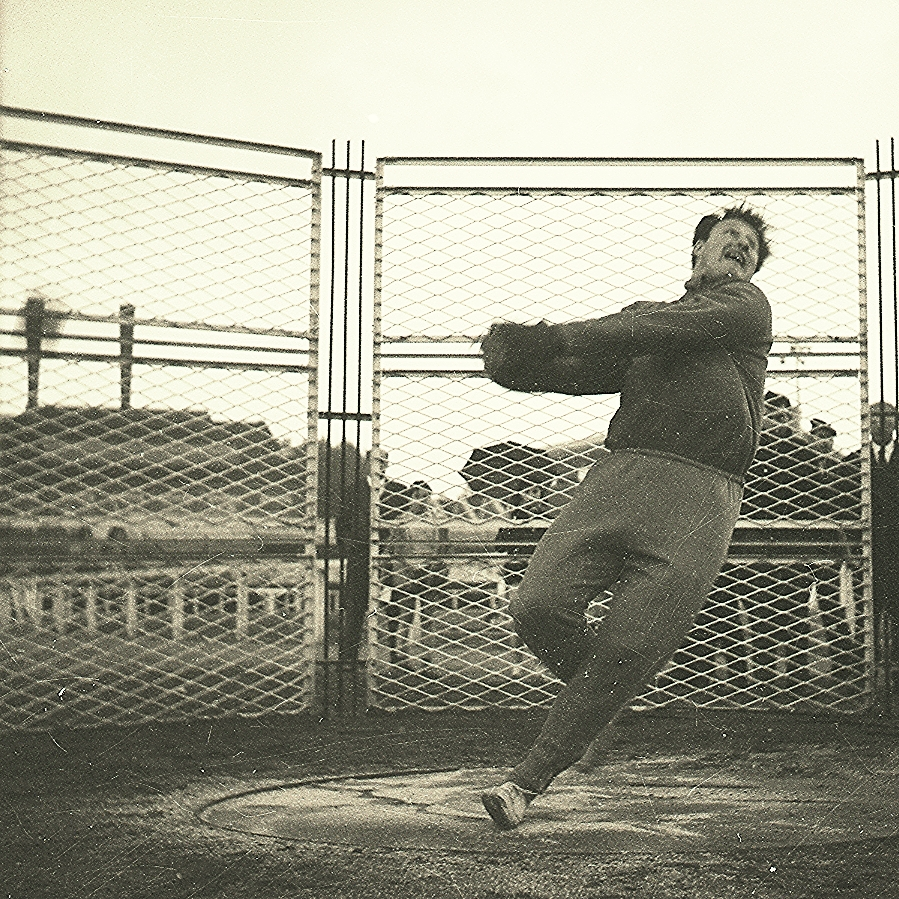
Guy Husson wurde Siebzehnter
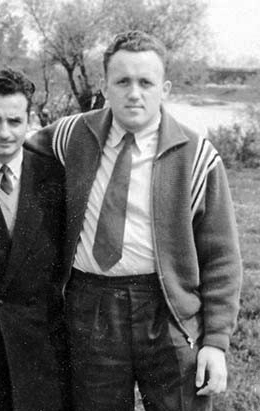
Krešimir Račić kam auf Platz achtzehn